# Borstel (Stendal)
Borstel ist ein Ortsteil der gleichnamigen Ortschaft der Hansestadt Stendal im Landkreis Stendal in Sachsen-Anhalt, (Deutschland).

## Geographie
Borstel, ein Rundplatzdorf mit Kirche, liegt rund zwei Kilometer nördlich von Stendal in der Altmark. In unmittelbarer Nähe befindet sich der Flugplatz Stendal-Borstel.

## Geschichte

### Mittelalter bis Neuzeit
Der als Ringdorf unterhalb der Kirche angelegte Ort wurde 1140 erstmals urkundlich (lt. Literatur des Altmärkischen Museums Stendal) erwähnt. Graf Otto von Hillersleben machte die Gemarkung Borstel dem Bistum Havelberg zum Geschenk, was im Jahr 1150 für einen Hof in Burcstal bestätigt wurde. 1170 verwaltete Markgraf Otto I. das Gebiet und sorgte dafür, dass sich zahlreiche neue Untertanen ansiedeln. Er schenkte dem Domstift Havelberg die vogteilichen Rechte am Dorf Burstele.
1209 wird der Ort als Stammsitz derer von Borstell erwähnt, bei denen es sich um die Brüder Otto und Bernwart von Borstell handelte. Das Wappen dieser Familie und damit auch des Ortes ist ein grünes Kleeblatt auf silbernem Feld, besteckt mit drei Adlerflügeln. Der Bau einer Dorfkirche, eine Wehrkirche aus Feldstein, erfolgte 1249.
Über genaue Ereignisse aus der Zeit des Mittelalters ist wenig überliefert. In der Literatur wird wiederholt die Krepe, eine angebliche Burganlage zwischen Borstel und Eichstedt, erwähnt, die vermutlich auf dem Platz eines zur Zeit der Völkerwanderung (um 500) von den Slawen errichteten Gerichtsplatzes stand. Erst 1541 werden als Beschäftigungsart der Einwohner Borstels Viehzucht, Ackerbau und Bienenzucht ausgewiesen. In der Zeit des Dreißigjährigen Krieges war Borstel zeitweise Hauptquartier des kaiserlichen Generals Gallas. Um 1800 erwarb sich ein Nachkomme derer von Borstell, Hans Friedrich Heinrich von Borstel (1728–1804), Verdienste als preußischer Generalleutnant. In der Napoleonischen Zeit kam es zu Kämpfen zwischen preußischen und französischen Truppen in unmittelbarer Nähe der Ortschaft. Mitte des 19. Jahrhunderts wurde das Gebiet südlich des Dorfes (Richtung Stendal) für den weiteren Ausbau der preußischen Garnison genutzt.
1907/1908 wurde eine an Borstel vorbeiführende Eisenbahnlinie zwischen Stendal und Arendsee errichtet, und der Ort erhielt so eine eigene Bahnstation. Der Bau eines Hartsteinwerkes, nach Plänen des Ingenieurs Thießen aus Neumünster, erfolgte 1908. So konnten aus örtlich vorkommendem Kalksandstein Ziegel hergestellt werden. Zunächst waren 14 Arbeiter beschäftigt, die dort täglich zehn Stunden arbeiteten. So wurden wöchentlich etwa 130.000 Steine produziert. 1930 bestand die Belegschaft aus 17 Arbeitern. Das Hartsteinwerk wurde nach dem Zweiten Weltkrieg von Russland als Reparationsleistung abgebaut.
Nachdem 1910 das erste Flugzeug, das die Stendaler in ihrem Leben zu sehen bekamen, auf dem Gelände des Exerzierplatzes rechts der Straße von Stendal nach Borstel landete, wurde 1934 mit dem Bau des Flugplatzes Borstel begonnen. 6.000 Arbeiter errichten Kasernen für eine Fallschirmjägerschule, Straßen, einen Gleisanschluss und zwölf Flugzeughallen. Nach dem Zweiten Weltkrieg wurde dieses Flugplatzgelände zum Stützpunkt sowjetischer Truppen.
Um 1920 begannen mehr und mehr Bauern mit dem bald für den Bereich der gesamten Altmark typischen Spargelanbau. 1953 wurde die Landwirtschaftliche Produktionsgenossenschaft (LPG) Borstel gegründet, und bis 1960 waren die Landwirte des Ortes vollständig genossenschaftlich angeschlossen.
Nach den bewegten politischen Ereignissen 1989, die auch an Borstel nicht spurlos vorübergingen, begannen partnerschaftliche Kontakte mit Einwohnern „Borstels“ – eines Ortsteils des niedersächsischen Neustadt am Rübenberge.
1990 wurde Borstel 850 Jahre alt. Die Einwohner und zahlreiche Gäste begangen dieses Jubiläum feierlich vom 5. bis 7. Juli. Sieben Jahre später erfolgte die längst überfällige abwasserseitige Erschließung Borstels. Ebenso wurde 1997 der Ausbau der Osterburger Straße begonnen. Im Jahr 2000 konnte der Kinderspielplatz an der Festwiese zum 1. Juni eingeweiht werden. Nach 2002 konnte der ehemalige Borsteler Bahnhof als Dorfgemeinschaftshaus genutzt werden. Des Weiteren begann der Bau des Hartsteinweges und der Eichstedter Brücke (Einweihung 2003), der Ausbau der Dorfstraße (Freigabe 2003) und der Borsteler Straße (Einweihung 2004), sowie 2006 der Ausbau der Kurzen Straße.
2005 wurde der Gedenkstein auf dem Lindenplatz feierlich enthüllt und 2007 das Dorferneuerungsprogramm beendet. Seit 2011 ist auch DSL in Borstel verfügbar.

### Herkunft des Ortsnamens
Der Name der Ortschaft ist deutschen Ursprungs: 1271 wird „borstal“, 1540 „borstell“ geschrieben. Es bedeutet so viel wie „Wohnort“, „Bauernhaus“, oder „Bauernstube“, „Schutz“, „Behausung“.

### Eingemeindungen
Das Dorf Borstel gehörte bis 1807 zum Stendalischen Kreis der Mark Brandenburg in der Altmark. Zwischen 1807 und 1813 lag es im Landkanton Stendal auf dem Territorium des napoleonischen Königreichs Westphalen. Nach weiteren Änderungen gehörte die Gemeinde zum Kreis Stendal, dem späteren Landkreis Stendal.
Am 25. Juli 1952 wurde Borstel in den Kreis Stendal umgegliedert. Am 1. Juli 1973 wurde die Gemeinde Borstel in die Stadt Stendal eingemeindet.

### Einwohnerentwicklung
| Jahr | Einwohner |
| ---- | --------- |
| 1734 | 246       |
| 1772 | 236       |
| 1790 | 245       |
| 1798 | 262       |
| 1801 | 262       |
| 1818 | 265       |
| 1840 | 263       |

| Jahr | Einwohner |
| ---- | --------- |
| 1864 | 345       |
| 1871 | 341       |
| 1885 | 342       |
| 1892 | [00]362   |
| 1895 | 331       |
| 1900 | [00]361   |
| 1905 | 321       |

| Jahr | Einwohner |
| ---- | --------- |
| 1910 | [00]0363  |
| 1925 | 0411      |
| 1931 | 1152      |
| 1946 | 0802      |
| 1964 | 0618      |
| 1971 | 0575      |
| 2013 | [00]0546  |

| Jahr | Einwohner |
| ---- | --------- |
| 2014 | [00]553   |
| 2018 | [00]548   |
| 2019 | [00]536   |
| 2021 | [00]526   |
| 2022 | [00]523   |
| 2023 | [0]519    |

Quelle bis 1971, wenn nicht angegeben:

## Religion
Die evangelische Kirchengemeinde Borstel, die früher zur Pfarrei Neuendorf am Speck bei Stendal gehörte, wird betreut vom Pfarrbereich Stendal, St. Jacobi im Kirchenkreis Stendal im Bischofssprengel Magdeburg der Evangelischen Kirche in Mitteldeutschland. Borstel war eine mater comibinata, sie gehörte erst ab 1838 zur „Mutterkirche“ Neuendorf. Die ältesten überlieferten Kirchenbücher für Borstel stammen aus dem Jahre 1679.
Die katholischen Christen gehören zur Pfarrei St. Anna in Stendal im Dekanat Stendal im Bistum Magdeburg.

## Politik

### Ortsbürgermeister
Die Ortsbürgermeister der Ortschaft Borstel ist Karl-Heinz Krause.

### Ortschaftsrat
Bei der Ortschaftsratswahl am 9. Juni 2024 traten zwei Wählergemeinschaften an – „Aktiv für Borstel“ gewann 2 Sitze, die „Wählergemeinschaft Borstel“ 3 Sitze. Gewählt wurden 5 Männer. Von 467 Wahlberechtigten hatten 345 ihre Stimme abgegeben, die Wahlbeteiligung betrug damit 73,88 Prozent.

## Kultur und Sehenswürdigkeiten

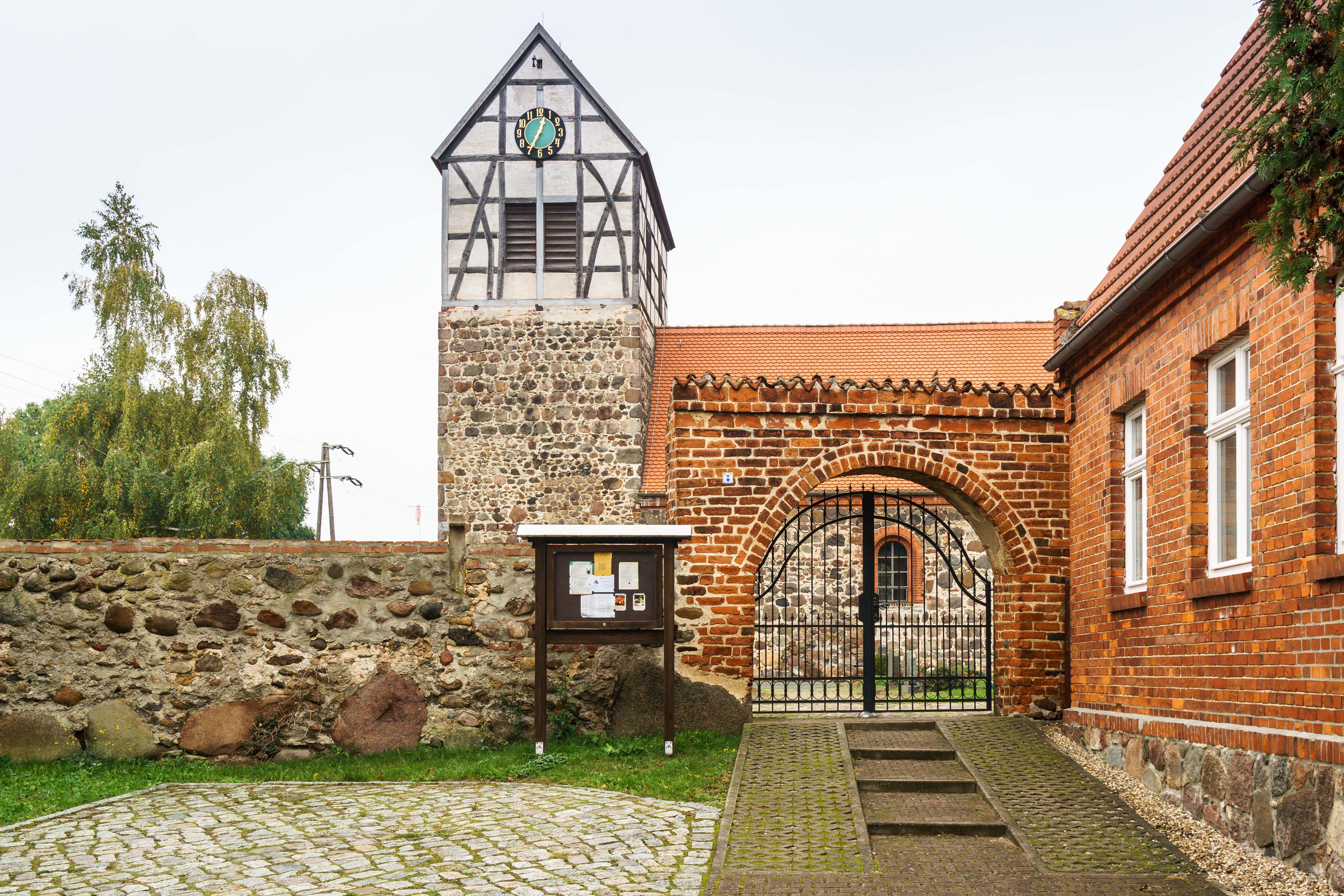
Kirche mit Friedhofsmauer

- Die evangelische Dorfkirche Borstel, ein Feldsteinbau aus dem 13. Jahrhundert, wurde 1858 erweitert. Der Westquerturm trägt einen Fachwerkaufsatz und ein Satteldach.[22] Der Förderverein zum Erhalt der Dorfkirche zu Borstel kümmert sich um den Erhalt der Kirche.
- Die Kirche steht auf dem Ortsfriedhof.
- Auf dem südlichen Teil der Friedhofsmauer, etwa zwei Meter westlich vom Tor, ragt der Schaft eines abgebrochenen Kreuzes aus der Mauer.[8]

## Nahverkehr
Es verkehren Linienbusse und Rufbusse von stendalbus.
Der Betriebsbahnhof Borstel (Kr Stendal) liegt an der Bahnstrecke Magdeburg–Wittenberge. Zudem lag Borstel früher an der Stendaler Kleinbahn.

## Luftverkehr

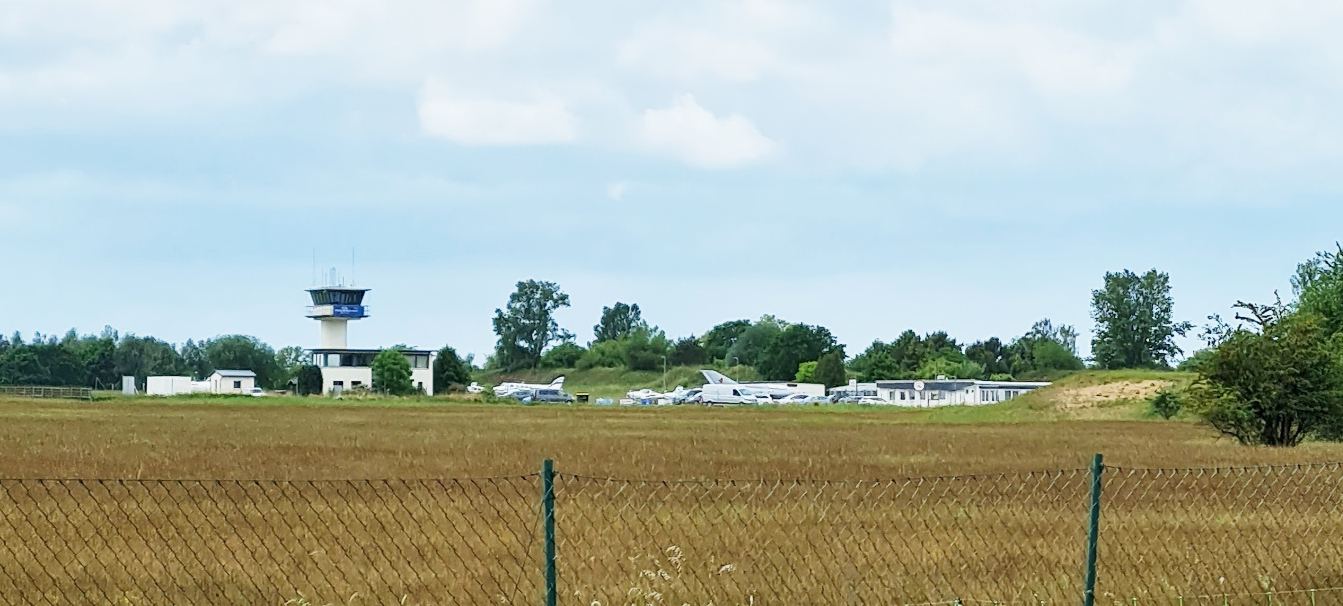
Verkehrslandeplatz Stendal-Borstel

Der Flugplatz Stendal-Borstel (ICAO-Code: EDOV), auch Verkehrslandeplatz Stendal-Borstel genannt, liegt direkt im Stendaler Ortsteil Borstel. Neben der privaten Sportfliegerei wird er auch von Geschäftsfliegern sowie von der Bundespolizei und der Bundeswehr genutzt.

## Organisationen und Vereine
- Der Altmärkische Dorfverein Borstel e. V., 1996 gegründet, kümmert sich um die Förderung und Erhaltung des gesellschaftlichen Leben im Ort. Seine Mitglieder organisieren Dorffeste, Arbeitseinsätze und Informationsveranstaltungen für die Borsteler Bürger.[17]
- Der Schröderhof Borstel e. V. will einen Mehrgenerationenhof errichten. Der Grundstein wurde 2017 gelegt, nachdem begonnen wurde, einen alten Bauernhof zu sanieren und dort Wohnraum für Jung und Alt zu errichten.[17]
- Für die aktive Freizeitgestaltung bestehen im Ort die Freiwillige Feuerwehr Borstel, die Volkssolidarität, der Ortschaftsrat und  ein Stammtisch für Skatfreunde.[17]